# Силлан Бангорский

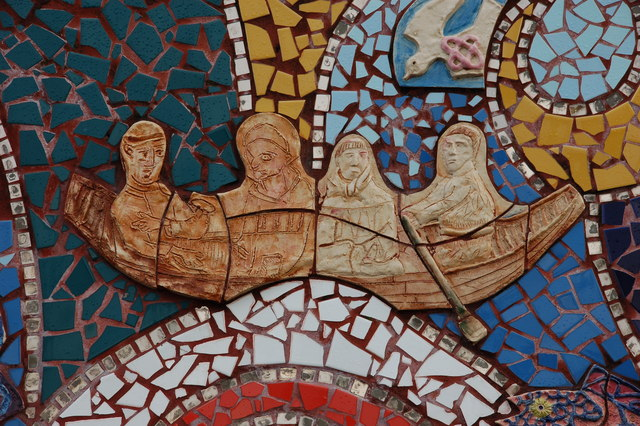
Мозаика в порту Бангора, изображающая св. Комгалла со товарищи, один из которых, предположительно, св. Силлан

Силлан (умер ок. 609) — аббат Бангорский, святой Католической церкви (день памяти — 28 февраля).
Святой Силлиан (Sillian), или Силлан (Sillan), или Сильван (Silvanus), сын Куммена, пресвитер, был учеником святого Комгалла (день памяти — 11 мая) в Бангорском монастыре (в графстве Даун), и вслед за ним (с 602 года) — настоятелем этого монастыря. В источниках именуется «магистром» (maighistir): возможно, это говорит о том, что святой был сведущ в латинской образованности.